# ケーンクラチャン国立公園
ケーンクラチャン国立公園 (タイ語: แก่งกระจาน) はタイ王国最大の国立公園。ミャンマーとの国境に面し、タニンダーリ自然保護区と隣接する。観光地であるフワヒンの近郷に位置し人気を集めている。

## 地勢

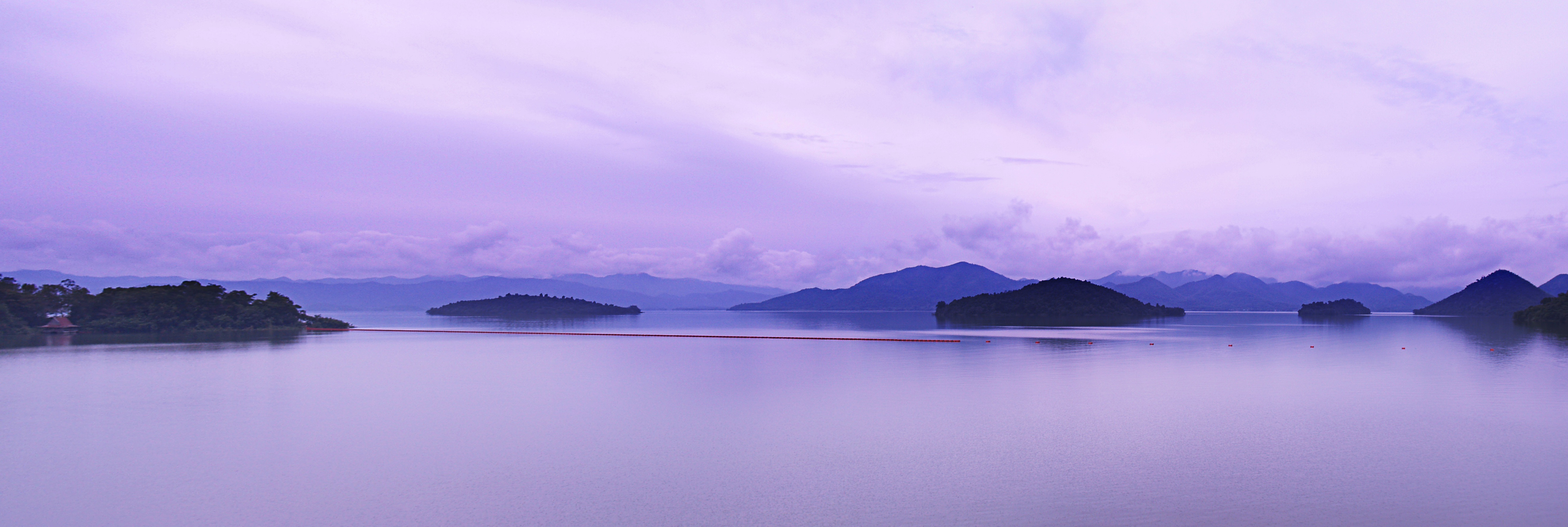
ケーンクラチャンの貯水湖

ケーンクラチャン国立公園はペッチャブリー県のノーンヤープロン郡、ケーンクラチャン郡、ターヤーン郡及び、プラチュワップキーリーカン県フワヒン郡をまたがり存在する。大部分はテナセリム山地の東側斜面の多雨林で構成され、最大標高は1,200 mとなる。2つの主要な河川のプランブリ川とペッチャブリ川はこの公園地域が源流である。
このペッチャブリ川は公園の東端でケーンクラチャンダムによりせき止められ、ダム湖を形成している。このダム湖の大きさは46.5 km2となる。このダムは1966年に作られた。

## 歴史
ケーンクラチャン国立公園は1981年の6月12日にタイ王国の28番目となる国立公園として指定された。当初の公園の面積は2,478 km2であったが、1984年12月にはペッチャブリー県とプラチュワップキーリーカン県の県境をまたいで拡張されている。この公園はアセアン遺産公園の一つに数えられており、2005年には将来の世界遺産候補としてUNESCOに提出された。
野生の象の密猟はこの公園での大きな問題とされており、当局は侵入者の取締りに苦慮している。国立公園としての状態にもかかわらず、ケーンクラチャン国立公園の領域内にはいくつかの民間農園が存在する。民間農園のいくつかは電気柵で取り囲まれており、2013年6月にはこれに接触した象の子供が死亡する感電事故が発生した。
公園内にはカレン族が居住しているが、2014年には当局から立ち退きを要求される過程でカレン族の住居が焼かれた上、支援する活動家が警察に逮捕された後に行方不明になる事件が発生した。

## 動植物
森では、フタバガキ科などの熱帯や亜熱帯の広葉樹とヤシなどの熱帯植物による素晴らしい生物多様性をみることができる。この公園では、ドール、バンテン、アジアゾウ、トラ、スナドリネコ、ヒョウ、アジアゴールデンキャット、ウンピョウ、マーブルキャット、ジャングルキャット、ベンガルヤマネコを含む57種の哺乳類、400種以上の鳥類やシャムワニ、エロンガータリクガメ、エミスムツアシガメなどが生息している。

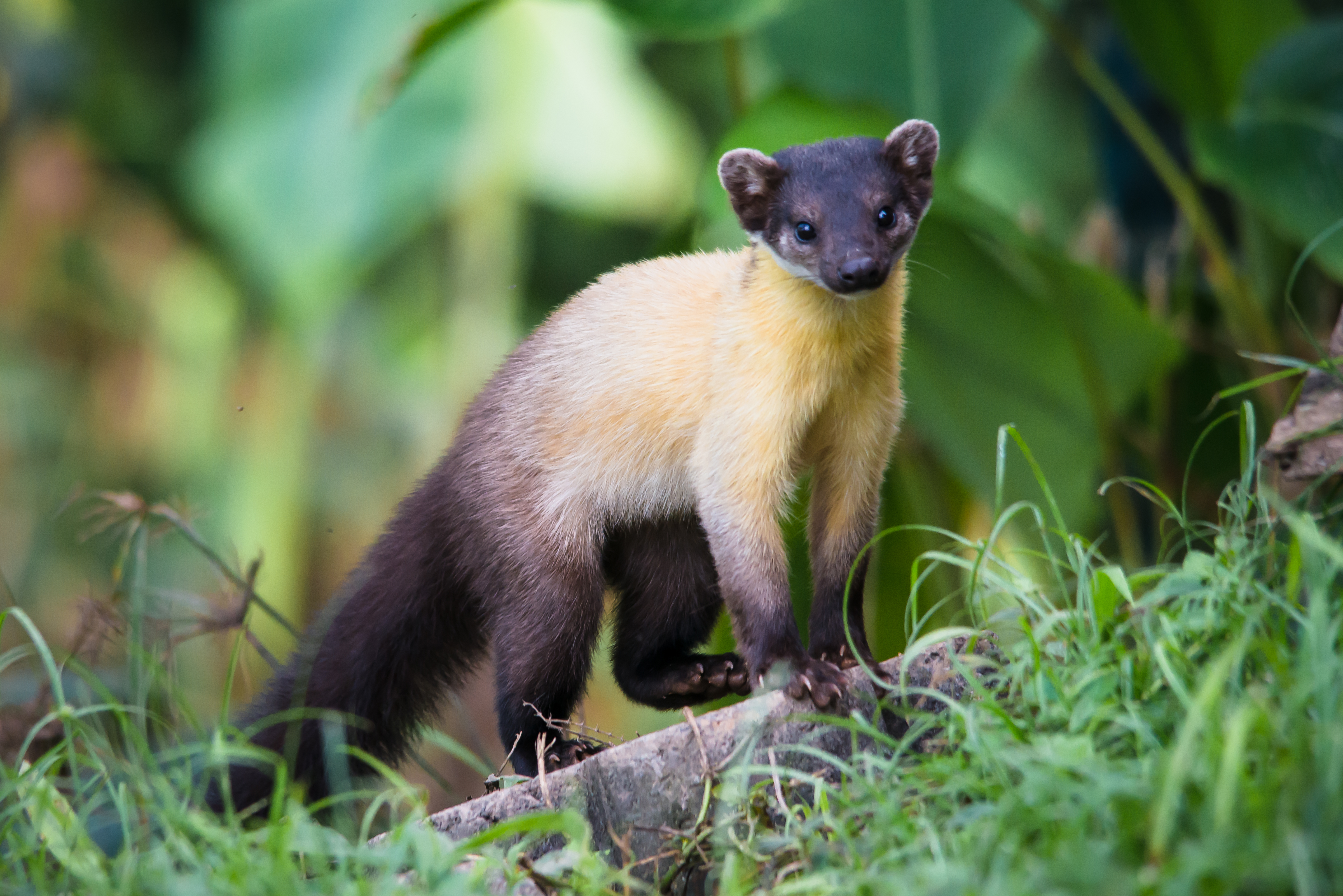
キエリテン（Martes flavigula）
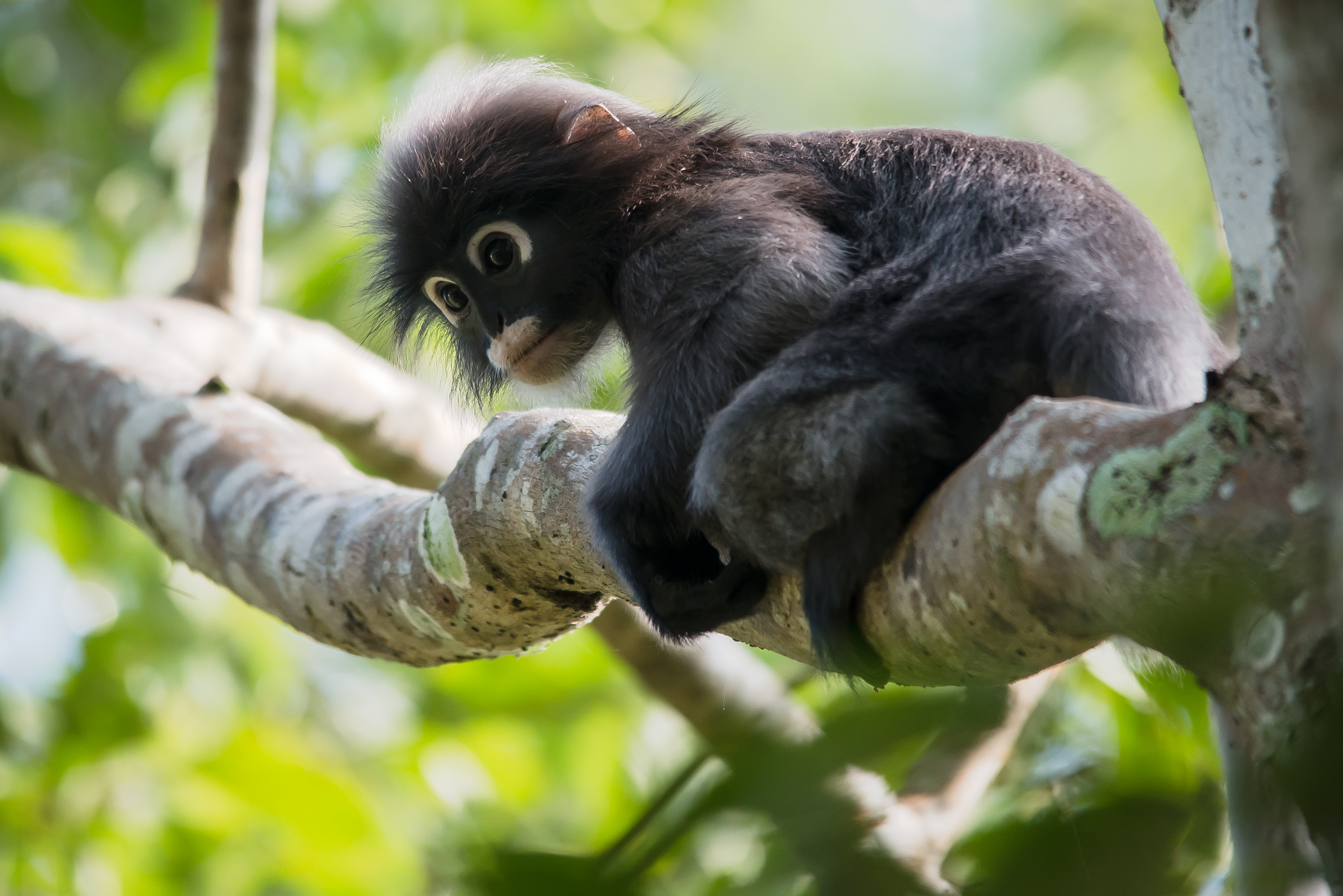
ダスキールトン（英語版）（Trachypithecus obscurus）
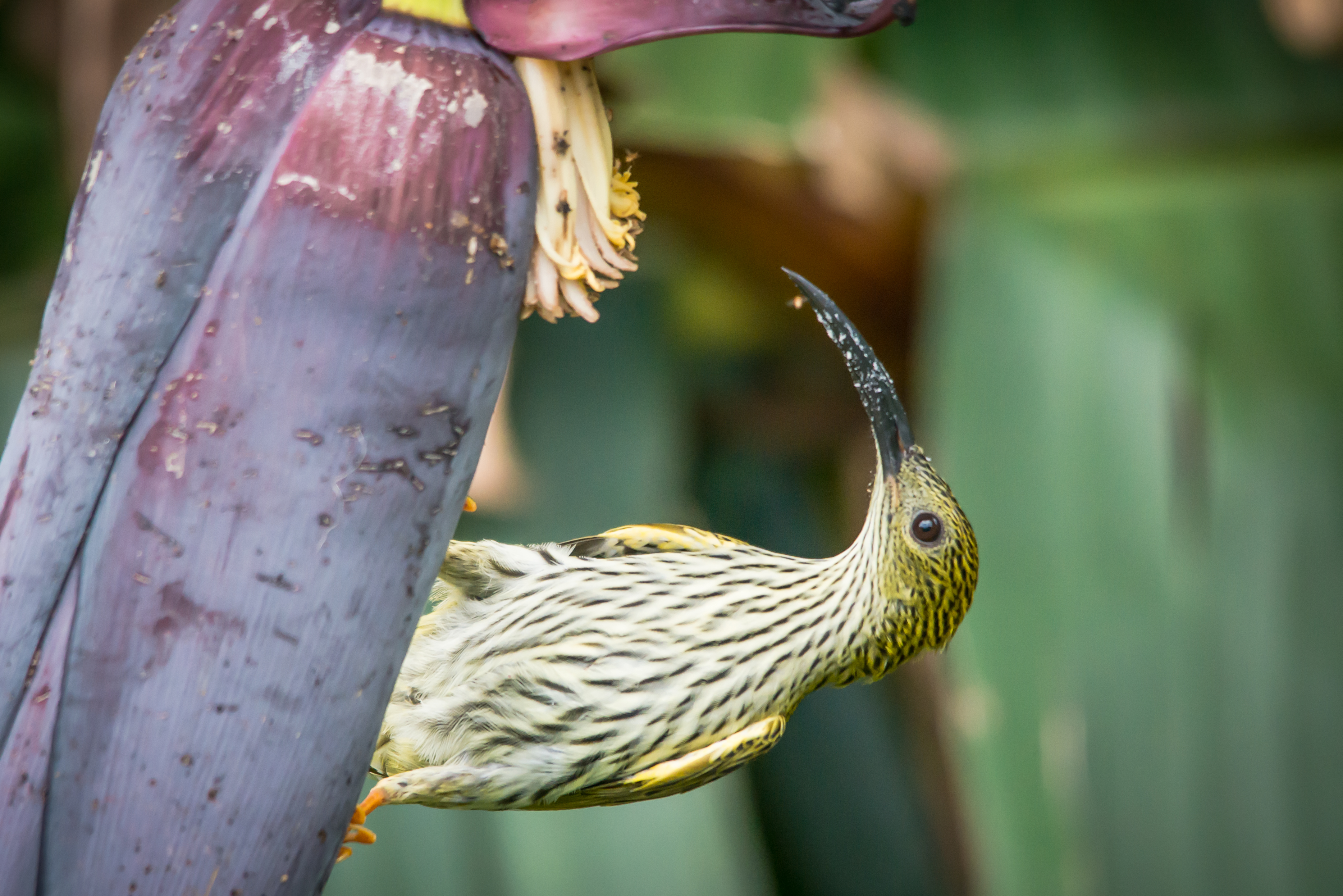
タテジマクモカリドリ（英語版）（Arachnothera magna）
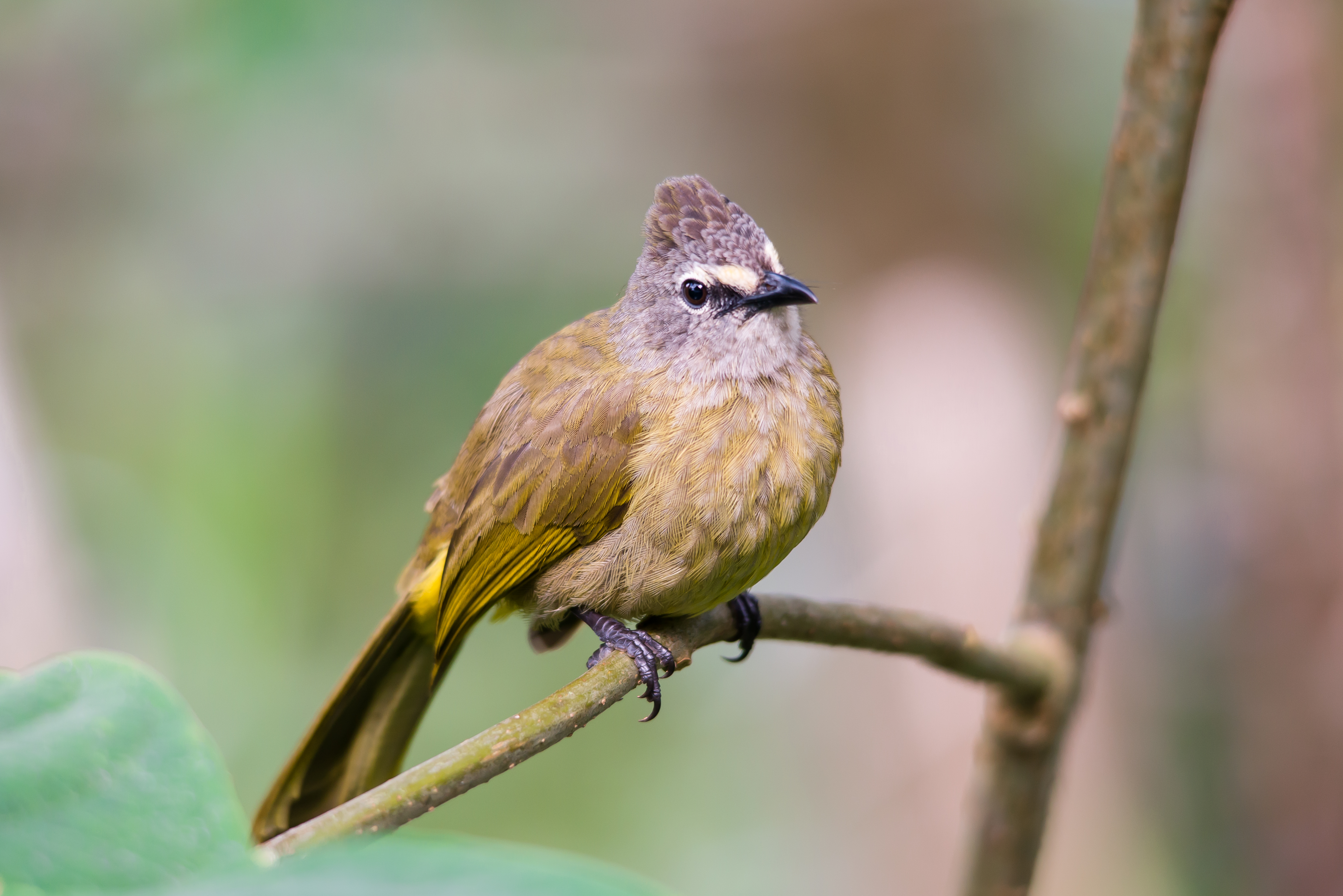
カオジロヒヨドリ（英語版）（Pycnonotus flavescens）
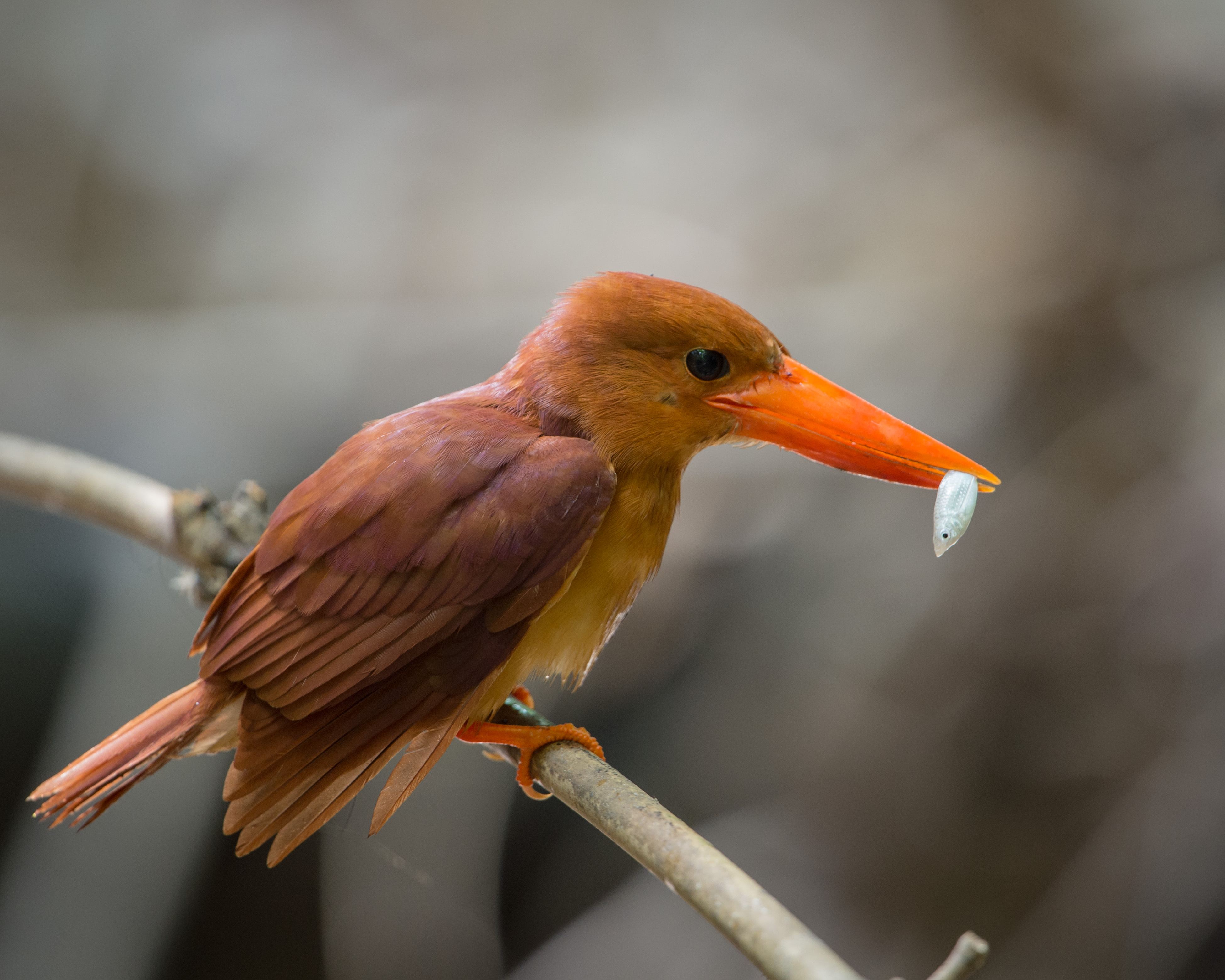
アカショウビン（Halcyon coromanda）

## 世界遺産
第39回世界遺産委員会、第40回世界遺産委員会、第43回世界遺産委員会でいずれも「情報照会」決議となったが、2021年の拡大第44回世界遺産委員会にて、正式登録された。

### 登録基準
この世界遺産は世界遺産登録基準のうち、以下の条件を満たし、登録された（以下の基準は世界遺産センター公表の登録基準からの翻訳、引用である）。
- (10) 生物多様性の本来的保全にとって、もっとも重要かつ意義深い自然生息地を含んでいるもの。これには科学上または保全上の観点から、すぐれて普遍的価値を持つ絶滅の恐れのある種の生息地などが含まれる。